# Tres días en Quiberon
3 Días en Quiberon (en alemán: 3 Tage in Quiberon) es una película dramática de 2018 dirigida por Emily Atef. Fue seleccionada para competir por el Oso de Oro en la sección principal en el 68.º Festival Internacional de Cine de Berlín.

## Argumento

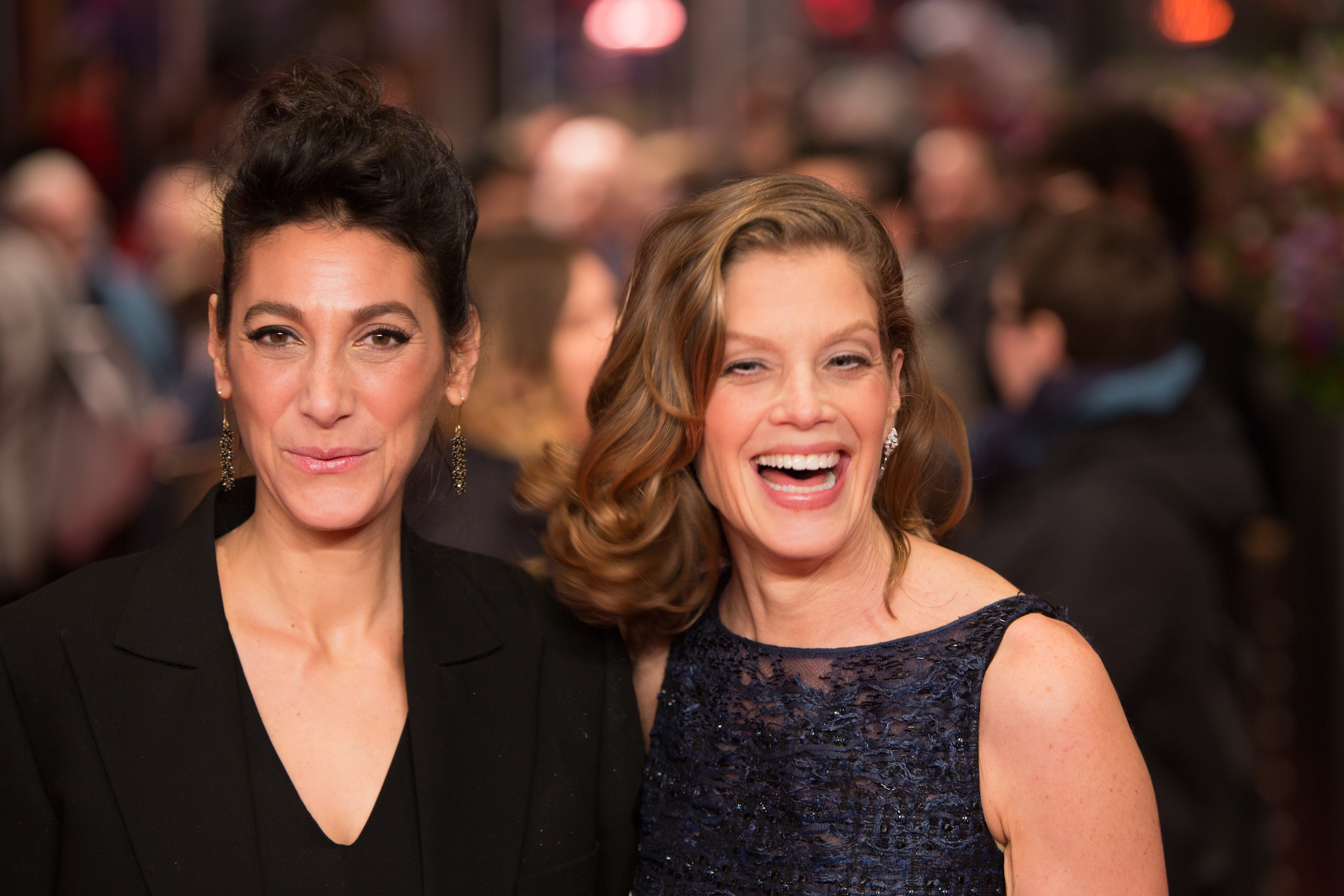
Emily Atef y Marie Bäumer en la entrega de premios del Festival de Berlín 2018

En 1981, en un balneario de Quiberon, la célebre actriz Romy Schneider se somete a una cura. Ignorando el estricto régimen, vive en gran medida de tabaco, alcohol y tranquilizantes. Hilde, una vieja amiga de Viena,pasa un par de días con ella y también recibe la visita de otro viejo amigo, el fotógrafo Robert Lebeck. Le acompaña un periodista, Michael Jürgs, al que Romy ha accedido a concederle una entrevista en profundidad para la revista alemana Stern.
El periodista no intenta ganarse su confianza, sino que investiga de manera clínica con preguntas continuamente penetrantes. Sus sesiones toman el aire de un confesionario católico o de la sala de consulta de un psiquiatra, porque Romy parece dispuesta a ser abierta y dejar constancia de gran parte de su vida. De hecho, tanto Hilde como Robert en diferentes momentos intentan protegerla de ir demasiado lejos.
Romy dice que su principal preocupación es la presión constante del trabajo cinematográfico y la consiguiente ausencia de la vida de sus hijos. Después de que terminan las entrevistas, baila de alegría sobre las rocas y se rompe el tobillo. Incapaz de trabajar, está confinada en su apartamento de París con su pequeña hija cuando Robert le trae las pruebas de la entrevista para que las apruebe. Prácticamente no hace cambios, aceptando que Michael había capturado una imagen real de ella.

## Reparto
- Marie Bäumer como Romy Schneider
- Birgit Minichmayr como Hilde Fritsch

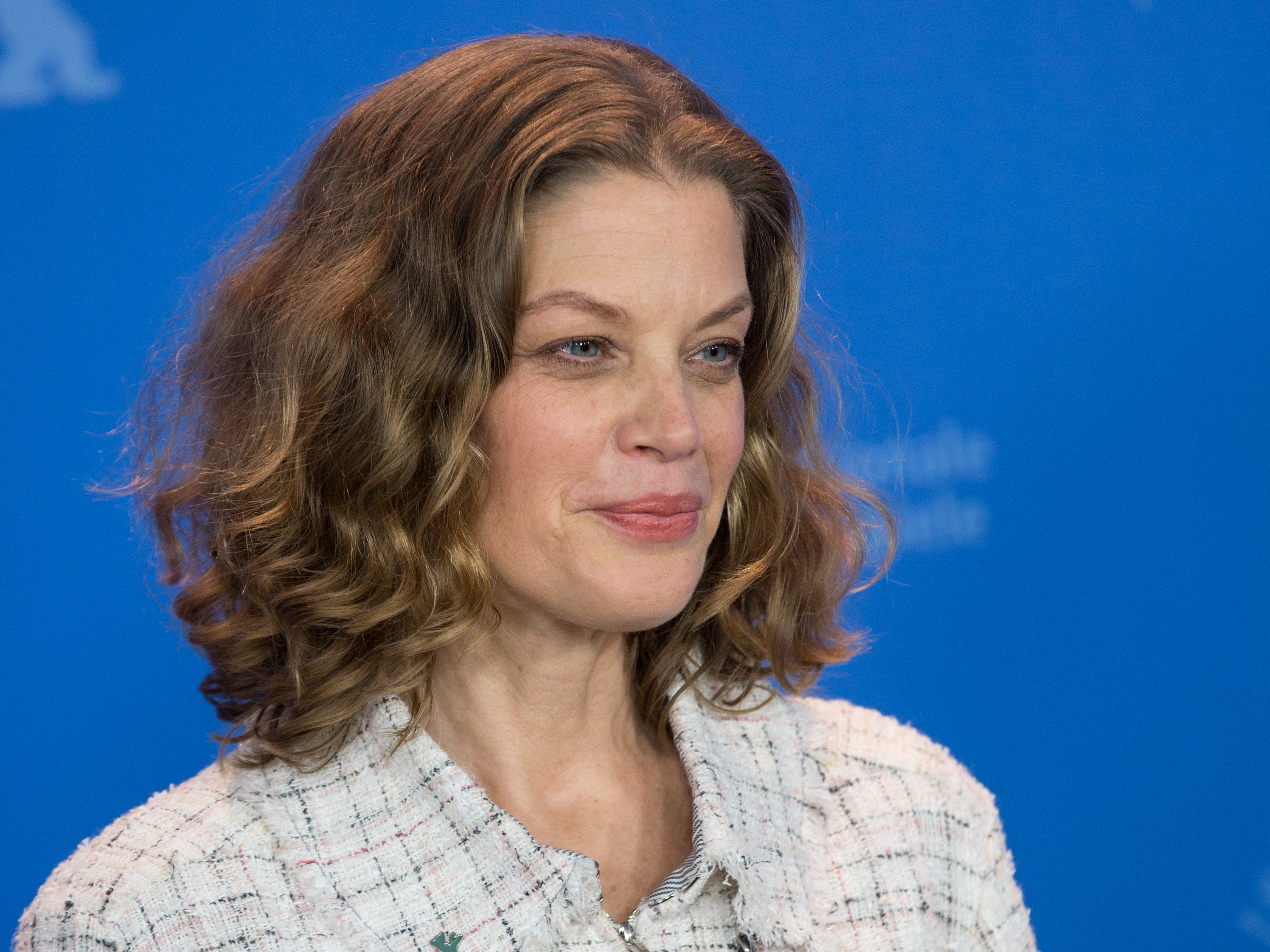
Marie Bäumer en la Berlinale de 2018

- Charly Hubner como Robert Lebeck
- Robert Gwisdek como Michael Jürgs